# Kuri Kinton
Kuri Kinton (功里金団?) è un videogioco arcade del genere picchiaduro sviluppato e pubblicato da Taito nel 1988. È incluso nella raccolta Taito Legends 2 per PlayStation 2, Xbox e Microsoft Windows e in Taito Legends Power-Up per PlayStation Portable.

## Modalità di gioco
Kuri Kinton presenta un gameplay simile a Kung-Fu Master. Il giocatore veste i panni dell'eponimo personaggio, un giovane combattente, a cui è stato assegnato il compito di infiltrarsi in una base sotterranea per salvare la famiglia Chris, che è stata rapita da una banda criminale.
Il titolo consiste nel prendere a calci e pugni numerosi nemici, ovvero soldati corazzati che sparano con la pistola e ninja che lanciano shuriken. Contro di loro è possibile utilizzare anche spazzate e calci volanti. Lungo questo corridoio sotterraneo, il giocatore deve seguire la freccia sullo schermo che lo indirizza nella giusta direzione mentre procede più in profondità nelle caverne e incontra un numero maggiore di nemici mortali. Dei boss esperti di arti marziali sorvegliano l'uscita di ogni livello e sconfiggono rapidamente il protagonista se non lotta con attenzione.
Nel gioco si ha un'unica vita a disposizione, rappresentata da una barra della salute. Dopo la sconfitta di un boss, metà dell'energia persa viene recuperata. Se essa si esaurisce del tutto la partita finisce, a meno che non venga inserito un credito per continuarla.